# Missionsgesellschaft zur Erhaltung und Förderung adventistischen Glaubensgutes
Die Missionsgesellschaft zur Erhaltung und Förderung adventistischen Glaubensgutes e.V. (kurz MEFAG) ist eine adventistische Sondergemeinschaft in Berlin mit evangelikal-fundamentalistischer Prägung.
Beobachter bewerten die MEFAG und ihre Abspaltungen kritisch. Ihnen werden sektiererische Züge und aufdringliche missionarische Aktivitäten vorgeworfen. Die Gruppen der MEFAG haben keine institutionelle Bindung zur Freikirche der Siebenten-Tags-Adventisten, die sich von deren Verkündigungen und Auftreten distanziert und sie als autonome Splittergruppen ansieht. Ihre Absonderung von der Organisation der Siebenten Tags Adventisten rechtfertigen die Anhänger der MEFAG Gruppen durch den Exklusivismus der eigenen Erkenntnis.

## Geschichte

### Entstehung der MEFAG
Im Jahr 1987 schloss die Adventgemeinde Berlin-Wilmersdorf nach einem Streit ihr Mitglied Bernd Korinth aus ihrer Gemeinschaft aus. Der Exkommunizierte initiierte eine neue Gemeinschaft, mit dem Namen Missionsgesellschaft zur Erhaltung und Förderung adventistischen Glaubensgutes (MEFAG). Ein weiterer Name der im Kern von anfangs drei Familien bestehenden Gemeinschaft lautete Historische Adventisten. Diese Bezeichnung wurde 2007 beim deutschen Patentamt als Markenname auf den Markeninhaber MEFAG eingetragen. In der Anfangszeit unterhielt die Gruppe eine eigene Druckerei und sendeten über den OKB Fernseh- und Radioserien mit dem Titel „Fakten der Zukunft“. Auch die Verteilung von bis in die Gegenwart verwendeten Flugblättern und öffentliche Vorträge, teils mit Sprechern aus internationaler Vernetzung, waren üblich.
Versammlungsort der MEFAG ist eine ehemalige 1907 eröffnete Synagoge, die zwischenzeitlich bis 2007 den Zeugen Jehovas als Königreichssaal diente.
Nach dem plötzlichen Tod von Bernd Korinth im Jahr 2015 wird die MEFAG von seiner Witwe Eva Korinth und Thomas Kulisch geführt.
Die sonstige Geschichte der MEFAG ist von immer wieder vorkommenden Trennungen geprägt. Jene Abspaltungen haben ein sehr ähnliches Auftreten, auch wenn sie zuweilen konkurrieren. Für Außenstehende sind diese Gruppen nur schwer unterscheidbar.

### Gemeinschaft der Übrigen
Erich Schultze, Mitbegründer und ehemaliger Vorsitzender der MEFAG, gründete 1997 in Lüdenscheid seine eigene Gruppe mit dem Namen Gemeinschaft der Übrigen e.V. . Sie publizierte die Zeitschrift Stimme der Übrigen mit einem ähnlichen Themenspektrum der MEFAG. Diese Gruppe bestand für 20 Jahre, bis sie aufgrund von Mitgliederschwund aufgelöst wurde. Der Gründer, Erich Schultze, betreibt weiterhin einen E-Mail Newsletter, indem er sich mit jenen Themen auseinandersetzt.

### Missionswerk Historische Adventisten (MHA)
2005 wurde abgehende von der MEFAG in Rudersberg der Verlag Missionswerk Historische Adventisten (MHA) von Viktoria und Benjamin Bondar, einer aus der ehemaligen Sowjetunion stammende Familie gegründet. Wie Bernd Korinth wurden auch sie aus ihrer ursprünglichen Gemeinschaft der Siebenten-Tags-Adventisten ausgeschlossen, bevor sie Teil der MEFAG wurden. Das Schrifttum, das sie herausgeben und verteilen, ähnelt dem der MEFAG.

### Missionswerk Ewiges Evangelium (MWEEV)
Im Januar 2014 kam es zu einer Auseinandersetzung innerhalb der MEFAG. Sie führte zur Abspaltung eines Vereins um Hermann Kesten, Schwiegersohn von Bernd Korinth, der sich Missionswerk Ewiges Evangelium e.V. (MWE oder MWEEV) nennt und im Berliner Ortsteil Spandau ansässig ist. Dieser Gruppe werden ebenfalls eine sektiererische und fanatische Art vorgeworfen, die deren Mitglieder nicht bestreiten.

### Freie Gemeinde Historischer Adventisten (FGHA)
MWEEV teilte sich wiederum im Frühjahr 2019 und es entstand zusätzlich die Freie Gemeinde Historischer Adventisten (FGHA) unter der Leitung von Henrik Korinth, Sohn von Bernd Korinth, und Dietmar Noack in Kremmen.

### Weitere Aussteiger
Andere Aussteiger von MEFAG oder MWEEV sind als Mitglieder den Reformadventisten oder der Freikirche der Siebenten-Tags-Adventisten beigetreten.

## Übersicht der MEFAG Gruppen
| Name der Gruppe          | Leitung                                                   | Gründungsjahr | Hervorgegangen aus         | Mitgliederzahl | Versammlungsort | Name der Traktate                             | Name des Bibelkurses                             |
| ------------------------ | --------------------------------------------------------- | ------------- | -------------------------- | -------------- | --------------- | --------------------------------------------- | ------------------------------------------------ |
| MEFAG                    | heute: Thomas Kulisch / Eva Korinth früher: Bernd Korinth | 1987          | Adventgemeinde Wilmersdorf | 10–15          | Berlin-Neukölln | Fakten der Zukunft                            | Der interaktive Bibelkurs (Online Bibelfernkurs) |
| Gemeinschaft der Übrigen | Erich Schultze                                            | 1997          | MEFAG                      | 1              | Lüdenscheid     | Übrigen-Newsletter früher: Stimme der Übrigen | -                                                |
| MHA                      | Benjamin Bondar                                           | 2005          | MEFAG                      | 5–10           | Rudersberg      | Prophetie und Weltgeschehen uvm.              | Bibelonlinekurs: Schritte ins Leben              |
| MWEEV                    | Hermann Kesten                                            | 2014          | MEFAG                      | 10–15          | Berlin–Spandau  | Das ewige Evangelium                          | Mein Bibelkurs: Schritte ins Leben               |
| FGHA                     | Henrik Korinth / Dietmar Noak                             | 2019          | MWEEV                      | 5–10           | Kremmen         | Warnruf unserer Zeit                          | Bibelkurs Schritte ins Leben                     |

## Glaubensüberzeugungen

### Lehre
Im Gegensatz zu ihrem adventistischen Ursprung werden die Gruppen der MEFAG aufgrund ihres biblizistischen Zugangs zur Heiligen Schrift dem christlichen Fundamentalismus zugeordnet. Das thematische Augenmerk der MEFAG und aller Abspaltungen ist die Warnung vor dem Abfall der christlichen Lehre, religiöses Zeitgeschehen und apokalyptische Vorstellungen, die auch auf den in rechten, fundamentalistischen und esoterischen Kreisen verbreiteten Verschwörungstheorien der Neue Weltordnung beruhen. Sie distanzieren sich offen vom Neumodischen und lehnen die Zusammenarbeit verschiedener Konfessionen kategorisch ab. Insbesondere wird die Freikirche der Siebenten-Tags-Adventisten als Teil des „gefallenen Babylons“ und damit der falschen Religionen angesehen. Sie ruft daher Christen, primär Adventisten, dazu auf sich von den Kirchen zu trennen und sich ihren Gruppen anzuschließen. Als Begründung wird von MEFAG und MWEEV angeführt, dass sich die Gemeinschaft der Adventisten in den 1950er Jahren der Ökumenebewegung, der katholischen und evangelischen Kirchen angeschlossen habe und dadurch den wahren Glauben verraten würde.

### Missionarische Aktivität
MEFAG, MHA, MWEEV und FGHA veröffentlichen Traktate, Schriften, Bibelkurse und Videos. In ihnen geht es hauptsächlich um die Themen Endzeit und biblische Prophetie. Die in allen Gruppen wortgleichen Traktate werden in zahlreiche Sprachen übersetzt und auf der Straße, in Briefkästen oder bei Großveranstaltung außerhalb des Veranstaltungsgeländes verteilt. Vor allem bei Kirchentagen sind deren Mitglieder, teils auch Kinder, mit den auffällige rot-schwarz illustrierte Traktate anzutreffen. Nach ihrer konfessionellen Herkunft befragt, geben sich die Verteiler irreführenderweise als Adventisten aus, obwohl sie weder Mitglieder der Freikirche der Siebenten-Tags-Adventisten sind noch diese inhaltlich präsentieren.
Vertreter des Missionswerks des ewigen Evangeliums (MWEEV) fielen im Oktober und November 2015 im Zusammenhang einer Spiegel–Videoreportage über Flüchtlingshelfer auf. Sie versuchten Mitglieder für ihre Glaubensgemeinschaft zu gewinnen, indem sie Missionsblätter unter Flüchtlingen beim Landesamt für Gesundheit und Soziales Berlin verteilten, wodurch jene die deutsche Kultur kennen lernen sollten.

## Kritik

### Manipulation von Mitgliedern
Von Aussteigern werden insbesondere MWEEV und MEFAG als religiöse Umgebungen mit hoher Kontrolldichte dargestellt, in denen misstrauische Haltung gegen eigene Mitglieder, Heimlichtuerei und Zensur von Internetveröffentlichungen herrsche. Auch werden Vorwürfe geäußert, die als Gaslighting und Indoktrination gesehen werden können. Diese sollen insbesondere auf Kinder traumatische Auswirkungen hinterlassen haben.

### Radikale Thesen und Auftreten
Die Arbeitsstellen für Weltanschauungen der Evangelischen Landeskirchen warnen vor den radikalen Thesen dieser Sondergemeinschaften und kritisieren insbesondere ihr aufdringliches Auftreten bei christlichen Großveranstaltungen mit der intransparenten Darstellung ihrer Zugehörigkeit.